# Carthage (Illinois)
Carthage é uma cidade localizada no estado americano de Illinois, no Condado de Hancock. Carthage é célebre por ser o local em que ocorreu o assassinato de Joseph Smith Jr., em 1844.

## Demografia
Segundo o censo americano de 2000, a sua população era de 2 725 habitantes. Em 2006, foi estimada uma população de 2 537, um decréscimo de 188 (-6,9%).

## Geografia
De acordo com o United States Census Bureau tem uma área de 4,2 km², dos quais 4,2 km² cobertos por terra e 0,0 km² cobertos por água.

## Localidades na vizinhança
O diagrama seguinte representa as localidades num raio de 20 km ao redor de Carthage.